# Glutaminolyse
Glutaminolyse steht für die Stoffwechsel-Umsetzungen zum Abbau der Aminosäure Glutamin zu Glutamat, Aspartat, CO2, Pyruvat, Lactat, Alanin und Citrat.

## Der glutaminolytische Stoffwechselweg
Die Glutaminolyse verwendet Reaktionsschritte des Citratzyklus und des Malat-Aspartat-Shuttle.

### Reaktionsschritte von Glutamin zu α-Ketoglutarat

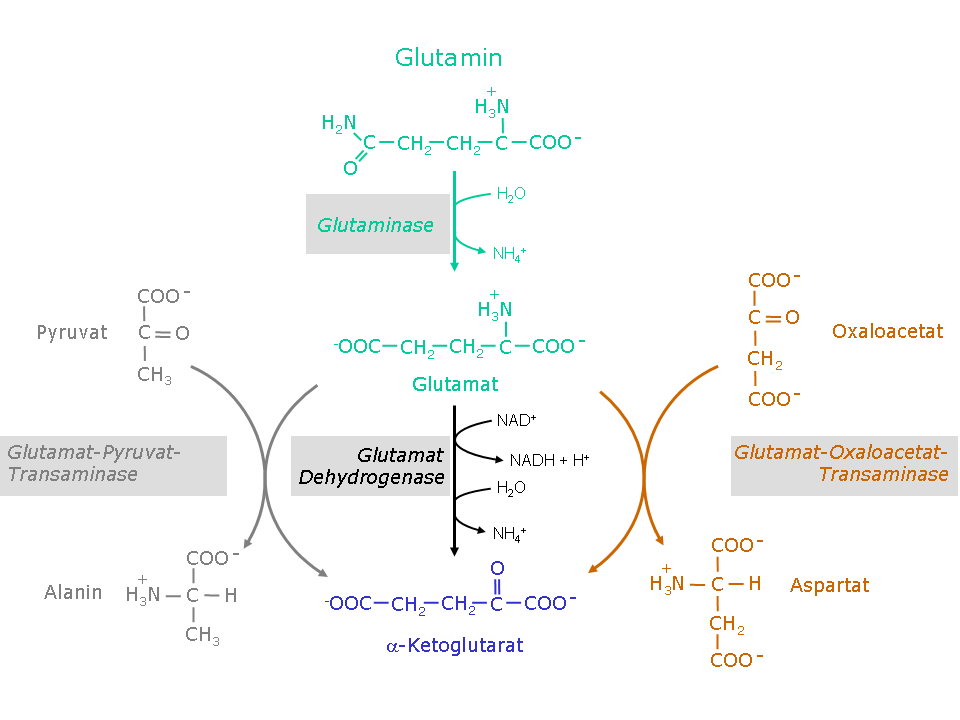
Reaktionsschritte von Glutamin zu α-Ketoglutarat

Die Umsetzung der Aminosäure Glutamin zu α-Ketoglutarat findet in zwei Reaktionsschritten statt.
Zunächst erfolgt eine Desaminierung von Glutamin unter Bildung von Glutamat und Ammonium durch das Enzym Glutaminase (EC 3.5.1.2). Danach wird Glutamat entweder von den Zellen ausgeschieden oder weiter zu α-Ketoglutarat verstoffwechselt werden. Die Umsetzung von Glutamat zu α-Ketoglutarat ist über drei unterschiedliche Stoffwechselwege möglich. Die beteiligten Enzyme sind
- Glutamatdehydrogenase (GlDH, EC 1.4.2.1)
- Glutamat-Pyruvat-Transaminase (GPT); Synonym: Alanin-Aminotransferase (ALT, ALAT, EC 2.6.1.2)
- Glutamat-Oxalacetat-Transaminase (GOT); Synonym: Aspartat-Aminotransferase (AST, ASAT, EC 2.6.1.1); eine Komponente des Malat-Aspartat-Shuttle

### Rekrutierte Reaktionsschritte aus dem Citratzyklus und Malat-Aspartat-Shuttle

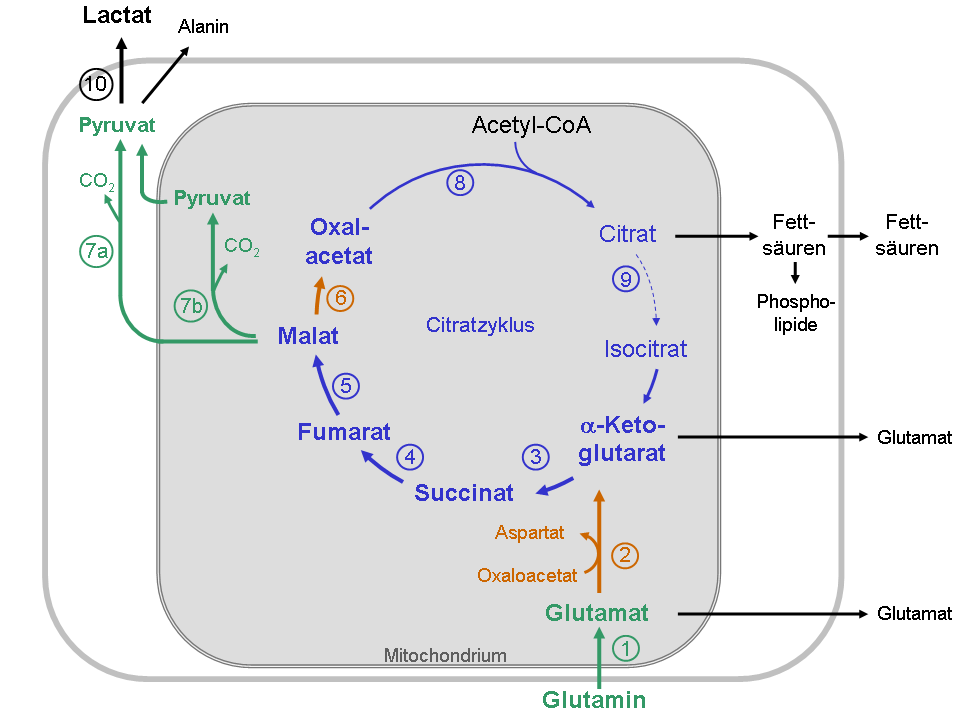
Glutaminolyse. Legende: blau = Reaktionsschritte des Citratzyklus; braun = Reaktionsschritte des Malat-Aspartat-Shuttle; grün = Enzyme, die in Tumoren überexprimiert sind. 1 = Glutaminase, 2 = GOT, 3 = α-Ketoglutarat Dehydrogenase, 4 = Succinat-Dehydrogenase, 5 = Fumarase, 6 = Malat-Dehydrogenase, 7a = cytosolisches malic enzyme, 7b = mitochondriales malic enzyme, 8 = Citrat-Synthase, 9 = Aconitase, 10 = Lactate Dehydrogenase

- α-Ketoglutarat + NAD+ + CoASH → Succinyl-CoA + NADH+H+ + CO2
Enzym: α-Ketoglutarat-Dehydrogenase-Komplex
- Succinyl-CoA + GDP + Pi → Succinat + GTP
Enzym: Succinyl-CoA-Synthetase, EC 6.2.1.4
- Succinat + FAD → Fumarat + FADH2
Enzym: Succinat-Dehydrogenase, EC 1.3.5.1
- Fumarat + H2O → Malat
Enzym: Fumarase, EC 4.2.1.2
- Malat + NAD+ → Oxalacetat + NADH + H+
Enzym: Malat-Dehydrogenase, EC 1.1.1.37 (Komponente des Malat-Aspartat-Shuttle)
- Oxalacetat + Acetyl-CoA + H2O → Citrat + CoASH
Enzym: Citrat-Synthase, EC 2.3.3.1

### Reaktionsschritte von Malat zu Pyruvat und Lactat
Die Umsetzung von Malat zu Pyruvat und Lactat erfolgt über die beiden folgenden Reaktionsschritte:
- Malat + NAD(P)+ → Pyruvat + NAD(P)H + H+ + CO2
Enzym: NAD(P)-abhängige Malat-Decarboxylase (malic enzyme; EC 1.1.1.39 und 1.1.1.40) und
- Pyruvat + NADH + H+ → Lactat + NAD+
Enzym: Lactat-Dehydrogenase (LDH; EC 1.1.1.27)

## Intrazelluläre Kompartimentierung der Glutaminolyse
Die Reaktionsschritte der Glutaminolyse finden teilweise in den Mitochondrien und teilweise im Cytosol statt (siehe Stoffwechselschema).

## Glutaminolyse: eine wichtige Energiequelle in Tumorzellen
Glutaminolyse findet in allen proliferierenden Zellen, wie zum Beispiel Lymphozyten, Thymozyten, Colonozyten, Adipozyten und insbesondere in Tumorzellen statt.
In Tumorzellen ist der Citratzyklus aufgrund einer Hemmung des Enzyms Aconitase (EC 4.2.1.3) durch hohe Konzentrationen von Sauerstoffradikalen (reactive oxygen species (ROS)) trunkiert. Die Aconitase katalysiert die Umsetzung von Citrat zu Isocitrat.
Auf der anderen Seite überexprimieren Tumorzellen die Phosphat-abhängige Glutaminase und die NAD(P)-abhängige Malat Decarboxylase, die gemeinsam in Kombination mit den verbleibenden Reaktionsschritten aus dem Citratzyklus die Erschließung einer neuen Energiequelle – den Abbau der Aminosäure Glutamin zu Glutamat, Aspartat, Pyruvat, CO2, Lactat, Alanin und Citrat ermöglichen.
In Tumorzellen ist die Glutaminolyse neben der Glycolyse eine weitere wichtige Quelle zur Energieregenerierung. Hohe Glutaminkonzentrationen stimulieren das Tumorwachstum und sind notwendig zur Zelltransformation. Entsprechend korreliert eine Reduzierung der Glutamin-Konzentration mit einer phänotypischen und funktionellen Differenzierung der Zellen.

### Energie-Ausbeute der Glutaminolyse in Tumorzellen
- ein Adenosintriphosphat (ATP) durch direkte Phosphorylierung von GDP
- zwei ATP durch Oxidation von FADH2
- drei ATP pro NADH+ H+, aus der α-Ketoglutarat-Dehydrogenase-Reaktion, der Malat-Dehydrogenase-Reaktion und der Malat-Decarboxylase-Reaktion.

In Tumorzellen sind die Aktivitäten der Glutamat-Pyruvat-Transaminase und der Glutamat-Dehydrogenase sehr niedrig. Aus diesem Grund findet in Tumorzellen die Umsetzung von Glutamat zu α-Ketoglutarat überwiegend über die von der Glutamat-Oxaloacetate-Transaminase katalysierten Reaktion statt.

### Vorteile der Glutaminolyse für Tumorzellen
- Glutamin kommt in allen Geweben in hohen Konzentrationen vor und ist eine effiziente zusätzliche Energiequelle, insbesondere wenn die glycolytische Energie-Produktion durch einen hohen Anteil an Tumor M2-PK (dimere Form der M2-PK) reduziert ist.
- Glutamin und seine Abbauprodukte Glutamat und Aspartat sind wichtige Ausgangsstoffe für die Nukleinsäure- und Serin-Synthese.
- Die Glutaminolyse ist insensitiv gegenüber hohen ROS-Konzentrationen.
- Aufgrund der Trunkierung des Citratzyklus ist der Anteil an Acetyl-CoA, das in den Citratzyklus eingeschleust wird gering und Acetyl-CoA steht zur Neusynthese von Fettsäuren und Cholesterin zur Verfügung. Die Fettsäuren können zur Phospholipid-Synthese verwendet werden oder von den Zellen nach außen abgegeben werden.
- Fettsäuren sind reich an Wasserstoff. Aus diesem Grund ist die Abgabe von Fettsäuren ein effizienter Weg der Zelle den in der glycolytischen Glycerinaldehyd-3-phosphat-Dehydrogenase (GAPDH; EC 1.2.1.9) Reaktion gebildeten Wasserstoff aus den Zellen zu entfernen.
- Glutamat und Fettsäuren zeigen immunosuppressive Wirkungen. Es ist deshalb denkbar, dass die Abgabe von Glutamat und Fettsäuren Tumorzellen vor Angriffen durch das Immunsystem schützt.
- Es wird weiterhin diskutiert, dass der Glutamatpool die endergonische Aufnahme von anderen Aminosäuren durch das ASC-System unterstützt.